# 岡山市立少年自然の家
岡山市立少年自然の家（おかやましりつしょうねんしぜんのいえ）は、岡山県岡山市北区日応寺4番地 に設置されている少年自然の家。面積162haの日応寺自然の森の中に建設されている。1973年（昭和48年）7月17日開所。
2011年（平成23年）度から指定管理者制度が導入され、2011年（平成23年）4月1日 - 2016年（平成28年）3月31日（5年間） および2016年（平成28年）4月1日 - 2021年（令和3年）3月31日（5年間） の指定管理者は観空産業株式会社。

## 目的
少年に対し，自然環境の中で集団宿泊訓練を行ない，野外活動や自然探究等を通じて，自律・協同・友愛・奉仕の尊さを体験的に学習させるとともに，豊かな情操をつちかい，心身ともに健全な少年の育成を図る—岡山市立少年自然の家条例、第1条

## 利用者
# 教育課程に基づく学習活動を行なう義務教育学校の児童及び生徒並びにその引率者
1. 義務教育学校の児童又は生徒を主たる構成員とする団体及びその引率者
2. その他教育委員会が適当であると認めたもの
—岡山市立少年自然の家条例施行規則、第6条

## 研修活動
主なものは以下の通り。

### 活動内容
- ネイチャーワーク
- 野生体験
- チャレンジハイク
- 谷川体験
- トリム
- 森のすごろく
- キャンプファイヤー
- キャンドルサービス
- 野外炊事
- ディスクゴルフ
- ナイトハイク
- テントに泊まろう
- プレイホール活動
- フィールドワーク
- ディスコン
- 湿原観察
- 暗夜行路
- 天体観察
- 草木染め
- 野鳥観察
- 焼き板

### 主催事業
子ども自然体験教室I・II
SNC（シェアリングネイチャーキャンプ）
「3泊4日のメインキャンプと3日間のポストキャンプを組み合わせたシェアリングネイチャーキャンプを通して，異なる学年・学校の友達と一緒に，自然の中で様々な活動を継続して体験したり，地域の人たちと触れ合ったりすることにより，自然を分かちあい持続可能な探求心や創造力を身につけさせると共に，社会性や忍耐力，思いやりの心を育てる。また，子どもたちの心を育む自然体験活動，集団宿泊活動の重要性を広める。」
ドキドキ! ワクワク! 山の学校! I・II
自然の中での学習会I・II
「市内の小学生を対象に，学校とは違う環境の中で，ボランティアとともに桃・野菜などの収穫や，星空観察，ストーンペイント，落ち葉で貼り絵等の体験活動を行うことで，学校の枠を超えての交流や自然の素晴らしさを体感させる。」
ファミリーキャンプ
少年自然の家まつり
山で遊ぼうI・II

## 注と出典
1. 1 2 3 4  岡山市教育委員会事務局教育企画総務課編 編「IV 資料編 2 生涯学習・社会教育施設 (3) 少年自然の家」『教育要覧2015』（PDF）岡山市教育委員会、2015年、80-81頁。2016年4月1日閲覧。
2. ↑  教育委員会生涯学習課成人教育係. “指定管理者募集（岡山市立少年自然の家・岡山市日応寺自然の森）”.  岡山市役所. 2013年3月26日時点のオリジナルよりアーカイブ。2011年10月1日閲覧。
3. ↑  岡山っ子育成局地域子育て支援課子育て支援係. “岡山市立少年自然の家・岡山市日応寺自然の森の指定管理者を指定しました”. 入札・契約.   岡山市役所. 2016年4月1日閲覧。
4. 1 2  総務局総務法制企画課. “例規検索システム”.   岡山市役所. 2011年10月1日閲覧。
5. 1 2  教育委員会事務局教育企画総務課「4 主な事業 (2) 事業一覧」『岡山市教育振興基本計画平成27年度アクションプラン』（PDF）岡山市教育委員会、2015年、14-45頁。2016年4月1日閲覧。